# Carlyle Guimarães Cardoso
Carlyle Guimarães Cardoso (Almenara, 15 juni 1926 - Belo Horizonte, 23 november 1982) was Braziliaanse voetballer, beter bekend onder zijn spelersnaam Carlyle.

## Biografie
Carlyle begon zijn carrière bij Atlético Mineiro in 1947 en won datzelfde jaar en in 1949 met de club het Campeonato Mineiro. In 1951 maakte hij de overstap naar Fluminense en won dat jaar met de club het Campeonato Carioca en in 1952 de Copa Rio, een internationaal toernooi. Hij speelde hier aan de zijde van sterren als Telê, Pinheiro en Castilho. De volgende jaren wisselde hij telkens van club en kende geen grote successen meer.
Op 11 april 1948 speelde hij voor het nationale elftal tegen Uruguay, waar hij na de rust Friaça verving en scoorde. Hij was de tweede speler van Atlético die opgeroepen werd voor de nationale ploeg, het bleef bij een eenmalig optreden.
Hij overleed in 1982 nadat hij in elkaar geslagen werd door een dronkaard.